# La Brousse
La Brousse är en kommun i departementet Charente-Maritime i regionen Nouvelle-Aquitaine i västra Frankrike. Kommunen ligger  i kantonen Matha som ligger i arrondissementet Saint-Jean-d'Angély. År 2022 hade La Brousse 516 invånare.

## Befolkningsutveckling
Antalet invånare i kommunen La Brousse
Referens:INSEE